# Lo Casterar e Verdusan
Lo Casterar e Verdusan (en francès Castéra-Verduzan) és un municipi francès situat al departament del Gers i a la regió d'Occitània.

## Demografia
| 1962                                       | 1968 | 1975 | 1982 | 1990 | 1999 | 2006 |
| ------------------------------------------ | ---- | ---- | ---- | ---- | ---- | ---- |
| 682                                        | 735  | 719  | 753  | 794  | 830  | 906  |
| Des de 1962: població sense dobles comptes |      |      |      |      |      |      |

## Administració
| Període   | Identitat          | Partit |
| --------- | ------------------ | ------ |
| 2001-2008 | Pierre Espiet      | PS     |
| 2008-     | Jean-Michel Garcia | PS     |